# Ivan Jedesjka
Ivan Ivananvitj Jedesjka (belarusiska: Іван Іванавіч Ядэшка, ryska: Иван Иванович Едешко: Ivan Ivanovitj Jedesjko, född 25 mars 1945 i Hrodna voblast i dåvarande Belarusiska SSR i Sovjetunionen, är en sovjetisk tidigare basketspelare som tog tog OS-guld 1972 i München och OS-brons 1976 i Montréal. Han spelade för PBK CSKA Moskva (1971–1980).